# Júlio Vieira
Júlio Vieira (Ipaussu, 15 de julho de 1914 — ?, 5 de agosto de 2007) foi um político brasileiro.

## Biografia
Lutou na revolução constitucionalista de 32 por São Paulo, nas cidades de Areias e Cachoeira Paulista. Após a revolução engajou na Aeronáutica, indo a residir no Rio de Janeiro.
Durante os 20 anos que morou no Rio foi carteiro, formou-se em Direito e trabalhou como tesoureiro na Casa da Moeda.
Veio a residir em Tremembé na década de 60, onde seus familiares já residiam desde a década de 50. Influenciado por seu pai, que já tinha sido prefeito de Tremembé por duas gestões, e pelo seu tio, o padre Arlindo Vieira, por quem nutria uma grande admiração, começou a participar ativamente da política, vindo a ser vereador por dois mandatos, prefeito em 1977 e vice-prefeito em 1988, sendo que em 1982, quando terminou seu mandato, foi o único prefeito do Estado de São Paulo a deixar a prefeitura com saldo positivo de capital, apesar das inúmeras obras realizadas.
No ano de 1977, 30 dias antes da eleição para prefeito de Tremembé, o candidato da ARENA fora impugnado pela Justiça Eleitoral. Muitos diziam que a eleição já estava ganha pelo candidato do MDB, Messias Paredão. Os filiados da ARENA começaram uma difícil jornada a procura de alguém que se candidatasse de última hora para concorrer com o forte candidato da sigla adversária. Foi então que procuraram Dr. Julio Vieira, que após relutar bastante, diante das adversidades, aceitou sair candidato. Seu registro foi aprovado faltando 15 dias para a eleição. Fez apenas alguns comícios durante estes dias, e, para total surpresa, foi eleito prefeito de Tremembé. Fato inédito na política tremembeense até os dias de hoje.